# Захер (торт)
«За́хер» (нем. Sachertorte) — шоколадный торт, изобретение австрийского кондитера Франца Захера. Торт является типичным десертом венской кухни и вместе с тем одним из самых популярных тортов в мире.

## Изобретение

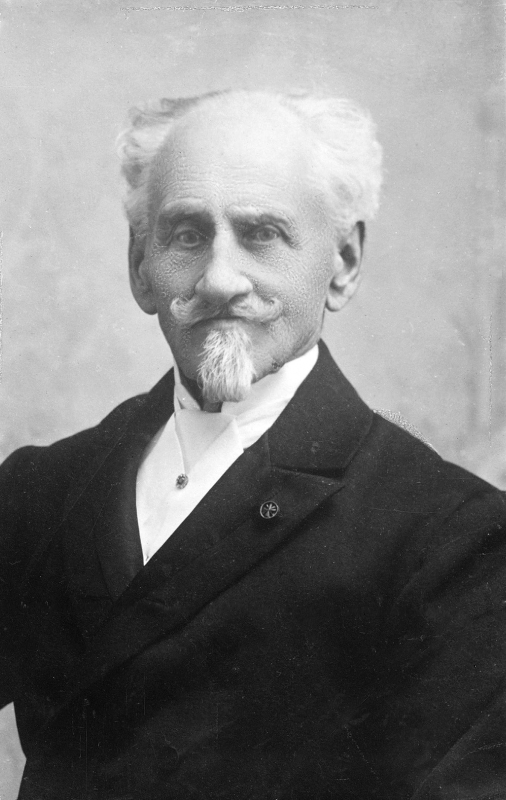
Франц Захер

Уже в начале XVIII века можно найти предшественников торта «Захер» в поваренных книгах с рецептами венской и австрийской кухонь, чуть позже в книгах начали упоминать шоколадные торты, залитые глазурью.
В 1832 году министр иностранных дел Меттерних приказал своему повару создать для него и его высокопоставленных гостей необычный десерт. Однако шеф-повар был болен, поэтому задание пришлось выполнять 16-летнему Францу Захеру (1816—1907), обучавшемуся кондитерскому мастерству на придворной кухне. Хотя торт понравился гостям, его оставили без должного внимания на долгие годы.
После окончания обучения Захер работал поваром у других аристократов в Прессбурге и Будапеште. В 1848 году Захер вернулся в Вену, где открыл собственный магазин вин и деликатесов.
Старший сын Захера Эдуард получил образование в авторитетной венской кондитерской «Демель». Эдуард Захер несколько изменил рецепт торта. Торт «Захер» первоначально продавался в кондитерской «Демель», а с 1876 года и в основанном Эдуардом отеле «Захер». С тех пор торт является одним из наиболее популярных десертов венской кухни.

### Судебный процесс

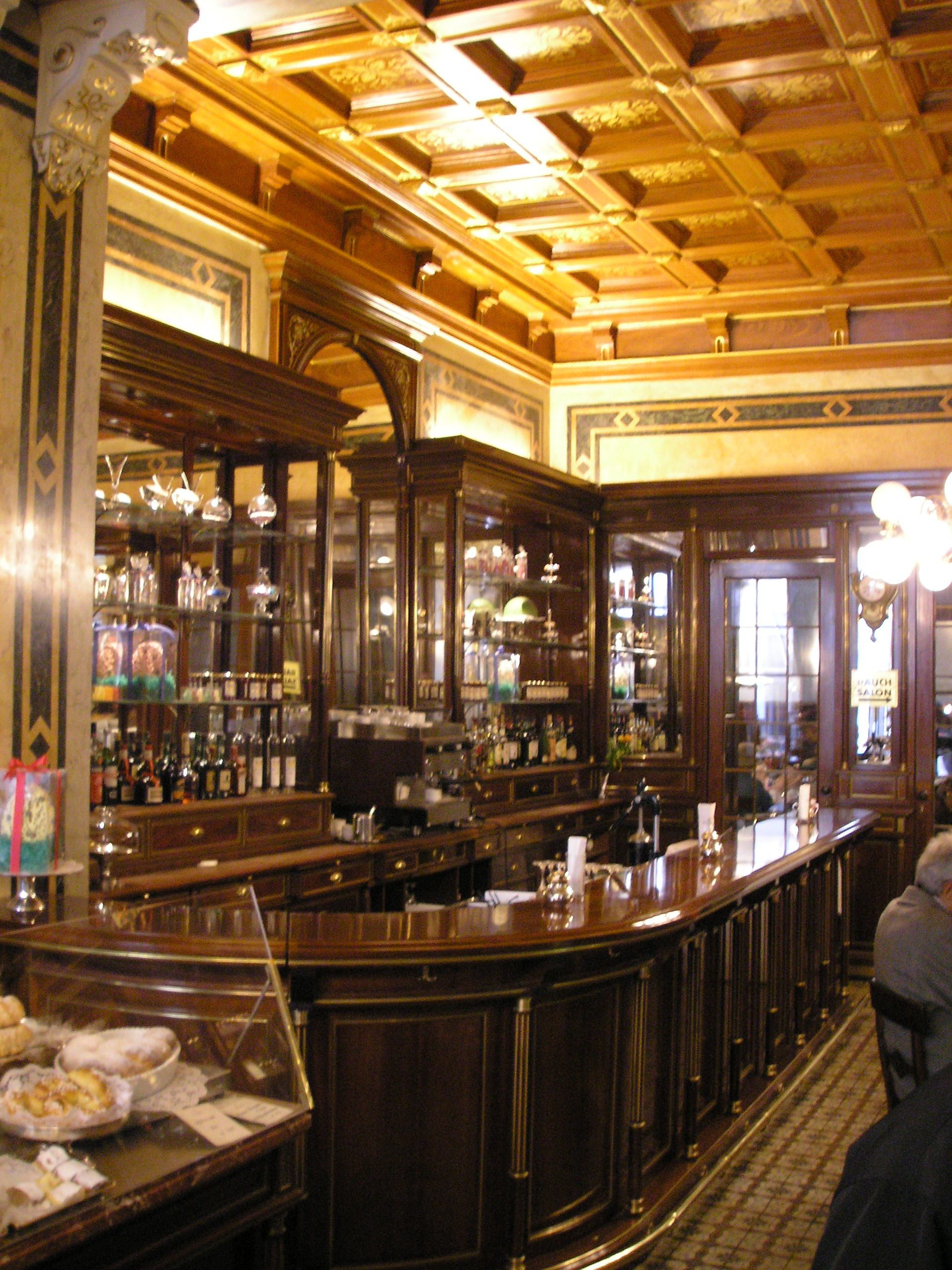
Кондитерская «Демель» — типичная венская кофейня

Первый судебный спор между «Демелем» и «Захером» за право называть рецепт оригинальным разразился в 1934 году. Эдуард Захер во время обучения в «Демеле» немного изменил рецепт торта.
После смерти вдовы Эдуарда Анны Захер и банкротства отеля «Захер» в 1934 году их сын, также Эдуард, продал подлинный рецепт «Демелю». С тех пор демелевский торт продавали с шоколадной медалью с надписью «Эдуард Захер. Вена». В 1938 году новые владельцы отеля «Захер» зарегистрировали название Original Sacher-Torte в качестве торговой марки и не только подавали торт посетителям отеля, но и изготовляли торты на продажу.
После затишья в военные годы в 1954 году владельцы отеля обвинили кондитерскую «Демель» в использовании зарегистрированного названия, после чего последовал долгий спор о праве на название. Представитель кондитерской «Демель» утверждал, что в оригинальном рецепте Франца Захера не было второго слоя абрикосового конфитюра в середине торта. Также в варианте, принятом в отеле, некоторое количество масла заменяется обычным маргарином, поэтому этот рецепт не может называться настоящим. К консенсусу пришли в 1963 году: название Original Sacher-Torte (с круглой шоколадной медалью) сохранили за тортами, которые изготовляет отель «Захер», в то время как торты из кондитерской «Демель» должны быть украшены треугольной медалью Eduard Sacher-Torte. Сейчас этот вариант официально называется «демелевским тортом „Захер“» (Demel’s Sachertorte).
В России с советских времён популярен торт «Прага», представляющий собой вариант торта «Захер». Аналогом венского торта «Захер» является мюнхенский принц-регентский торт.

## Рецепты
Торт «Захер» представляет собой шоколадный бисквитный корж с одним или двумя слоями абрикосового конфитюра, покрытый сверху и по бокам шоколадной глазурью. Обычно его сервируют со взбитыми сливками.
Главное различие между демелевским и «оригинальным» рецептами заключается в количестве прослоек конфитюра: в отеле «Захер» торт разрезают горизонтально и промазывают абрикосовым конфитюром, в то время как в демелевском торте (который по-прежнему изготовляется исключительно вручную) слой конфитюра укладывается только на поверхность торта перед заливанием его глазурью.
Существует множество рецептов, пытающихся повторить оригинальный рецепт торта «Захер».
В рамках проекта «Грац — культурная столица Европы 2003» был выпущен торт «Захер-Мазох», названный в честь австрийского писателя Леопольда фон Захер-Мазоха. В этом торте используются смородиновый конфитюр и марципан.

## Производство и продажа

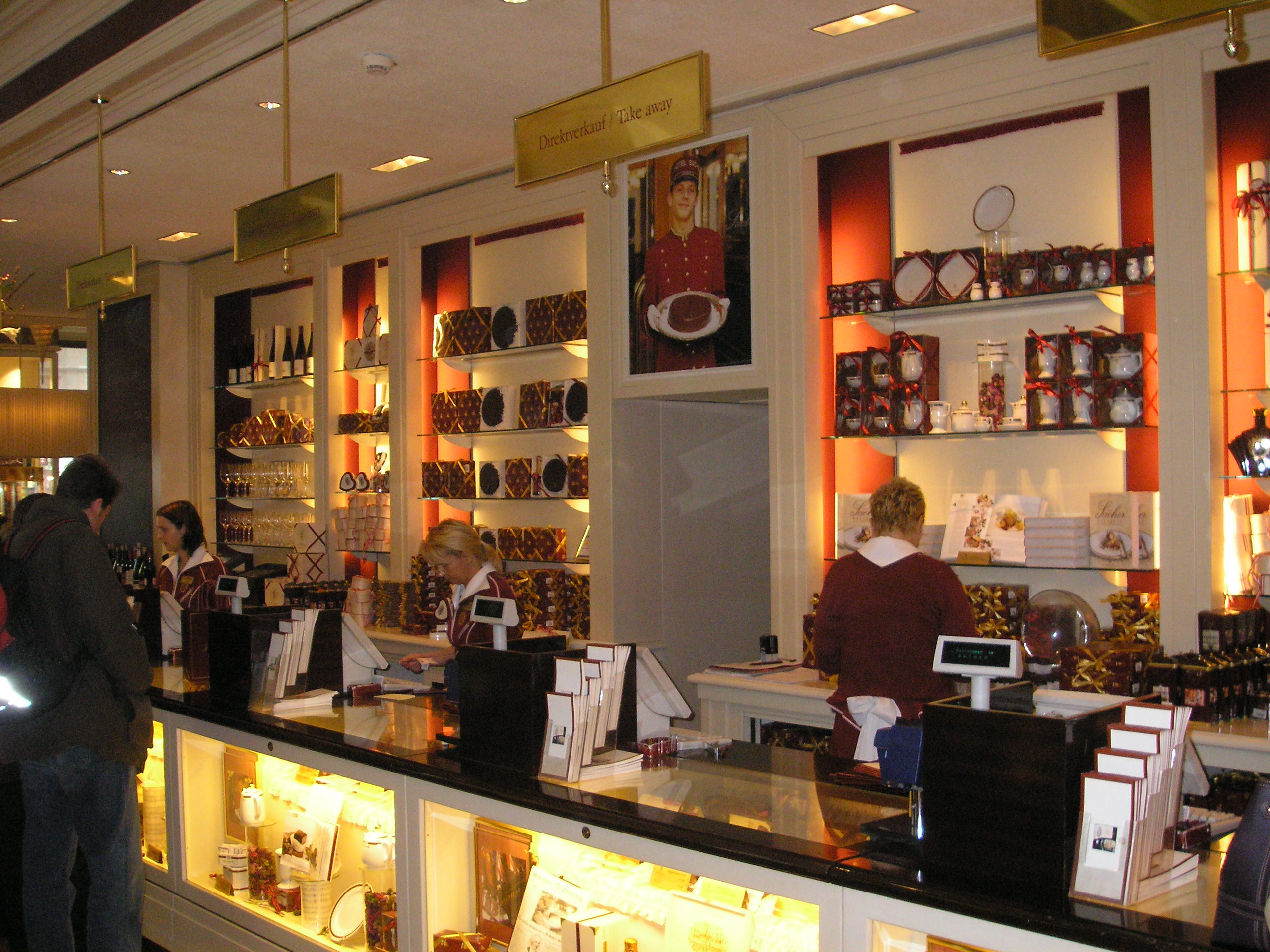
Магазин в отеле «Захер» в Вене

Рецепт «оригинального» торта «Захер» хранится в секрете. Знатоки утверждают, что главный секрет заключается в шоколадной глазури, которая изготовляется из трёх сортов шоколада, которые производятся исключительно для глазури торта «Захер». Эти сорта шоколада поступают в отель из Любека и Бельгии.
В 1998 году в книгу рекордов Гиннесса был занесён самый большой торт «Захер» диаметром 2,5 м. Самый большой свадебный «Захер» состоял из 12 этажей.
Ежегодно в отеле «Захер» производят около 300 тысяч тортов, испечённых из 1,2 млн яиц, 80 тонн сахара, 70 тонн шоколада, 37 тонн абрикосового конфитюра, 25 тонн масла и 30 тонн муки. С 1999 года торты выпекают не в подвале отеля, а в небольшой постройке рядом с Венским центральным кладбищем в районе Зиммеринг. В процессе задействованы 21 кондитер и 25 упаковщиков. Одна из сотрудниц ежедневно разбивает до 7500 яиц. В 2003 году на производстве появилась машина для разрезания тортов, до этого торты разрезали вручную. Помимо тортов «Захер» также производят другие сладости. Треть ежегодной продукции подают посетителям отеля «Захер», другая треть продаётся в специализированных магазинах «Захер», остальную продукцию рассылают по почте (заказы через интернет-магазин).